# Paralampona renmark
Paralampona renmark is een spinnensoort uit de familie Lamponidae. De soort komt voor in Zuid-Australië en New South Wales.